# Liste der Bodendenkmäler in Grattersdorf
Auf dieser Seite sind die Bodendenkmäler in der niederbayerischen Gemeinde Grattersdorf zusammengestellt. Diese Tabelle ist eine Teilliste der Liste der Bodendenkmäler in Bayern. Grundlage ist die Bayerische Denkmalliste, die auf Basis des Bayerischen Denkmalschutzgesetzes vom 1. Oktober 1973 erstmals erstellt wurde und seither durch das Bayerische Landesamt für Denkmalpflege geführt wird. Die folgenden Angaben ersetzen nicht die rechtsverbindliche Auskunft der Denkmalschutzbehörde.

## Bodendenkmäler in Grattersdorf
| Lage                           | Objekt | Akten-Nr.     | Bild                                                      |
| ------------------------------ | --- | ------------- | --------------------------------------------------------- |
| St.-Ägidius-Platz 4 (Standort) | Untertägige mittelalterliche und frühneuzeitliche Befunde und Funde im Bereich der Kirche und des Kirchhofes der katholischen Pfarrkirche St. Ägidius in Grattersdorf.     | D-2-7144-0063 | Untertägige mittelalterliche und frühneuzeitliche Befunde |
| (Standort)                     | Erdstall des Mittelalters bzw. der frühen Neuzeit. | D-2-7144-0064 |                                                           |
| Kirchweg 27 (Standort)         | Untertägige mittelalterliche und frühneuzeitliche Befunde und Funde im Bereich der Kirche und des Kirchhofs der katholischen Kirche St. Johannes und Paulus in Roggersing. | D-2-7244-0152 | Untertägige mittelalterliche und frühneuzeitliche Befunde |